# 제1차 사토 내각 (제2차 개조)
제1차 사토 제2차 개조내각(일본어: 第1次佐藤第2次改造内閣)은  사토 에이사쿠가 제61대 내각총리대신으로 임명되어, 1966년 8월 1일부터 1966년 12월 3일까지 존재한 일본의 내각이다.
제1차 사토 내각 제1차 개조내각의 개조내각이다.

## 각료
- 내각총리대신 - 사토 에이사쿠(사토파)
- 법무대신 - 이시이 미쓰지로(이시이파)
- 외무대신 - 시이나 에쓰사부로(가와시마파)
- 대장대신 - 후쿠다 다케오(후쿠다파)
- 문부대신, 과학기술청 장관 - 아리타 기이치(후쿠다파)
- 후생대신 - 스즈키 젠코(마에오파)
- 농림대신 - 마쓰노 라이조(사토파)
- 통상산업대신 - 미키 다케오(미키파)
- 운수대신 - 아라후네 세이주로(가와시마파) / 후지에다 센스케(1966년 10월 14일 ~ )
- 우정대신 - 신타니 도라사부로(참의원 의원)
- 노동대신 - 야마테 미쓰오(미키파)
- 건설대신, 긴키권 정비 장관, 중부권 개발 정비 장관, 수도권 정비위원회 위원장 - 하시모토 도미사부로(사토파)
- 자치대신, 국가공안위원회 위원장 - 시오미 슌지(참의원 의원)
- 내각관방장관 - 아이치 기이치(사토파)
- 총리부 총무장관 - 모리 기요시(모리파)
- 행정관리청 장관 - 다나카 시게호(참의원 의원)
- 홋카이도 개발청 장관 - 마에오 시게사부로(마에오파)
- 방위청 장관 - 간바야시야마 에이키치(사토파)
- 경제기획청 장관 - 후지야마 아이이치로(후지야마파) / 사토 에이사쿠(사무 취급, 1966년 11월 4일 ~ )
  - 내각법제국 장관 - 다카쓰지 마사미
  - 내각관방부장관(정무) - 기무라 도시오
  - 내각관방부장관(사무) - 이시오카 미노루
  - 총리부 총무부장관(정무) - 우에무라 센이치로(1966년 8월 2일 ~ )
  - 총리부 총무부장관(사무) - 후루야 도루( ~ 1966년 11월 22일) / 호리 히데오(1966년 11월 24일 ~ )

## 정무 차관
- 법무 정무 차관 - 이하라 기시타카
- 외무 정무 차관 - 다나카 에이이치
- 대장 정무 차관 - 오자와 다쓰오, 가메이 히카루
- 문부 정무 차관 - 다니카와 가즈오
- 후생 정무 차관 - 마쓰카와 지에코
- 농림 정무 차관 - 구사노 이치로베이, 누쿠미 사부로
- 통상 산업 정무 차관 - 우노 소스케, 가네마루 도미오
- 운수 정무 차관 - 가네마루 신
- 우정 정무 차관 - 다자와 기치로
- 노동 정무 차관 - 가이후 도시키
- 건설 정무 차관 - 시부야 나오조
- 자치 정무 차관 - 이토 다카하루
- 행정 관리 정무 차관 - 우라노 사치오
- 홋카이도 개발 정무 차관 - 기지마 요시오
- 방위 정무 차관 - 하세가와 진
- 경제 기획 정무 차관 - 가네코 잇페이
- 과학 기술 정무 차관 - 시세키 이헤이

## 자유민주당 집행부
또한, 내각 개조와 함께 자민당 임원 개선이 이루어졌다.
- 부총재 - 가와시마 쇼지로(가와시마파)
- 간사장 - 다나카 가쿠에이(사토파)
- 총무회장 - 후쿠나가 겐지(마에오파)
- 정무조사회장 - 미즈타 미키오(후나다파)